# Gäddtjärnen (Skinnskattebergs socken, Västmanland, 663162-148025)
Gäddtjärnen är en sjö i Skinnskattebergs kommun i Västmanland och ingår i Norrströms huvudavrinningsområde. Sjön är 8 meter djup, har en yta på 0,086 kvadratkilometer och är belägen 204,2 meter över havet.

## Delavrinningsområde
Gäddtjärnen ingår i det delavrinningsområde (662642-147873) som SMHI kallar för Utloppet av Norrmogen. Medelhöjden är 158 meter över havet och ytan är 45,68 kvadratkilometer. Räknas de 10 avrinningsområdena uppströms in blir den ackumulerade arean 209,46 kvadratkilometer. Sverkestaån (Ramshytteån) som avvattnar avrinningsområdet har biflödesordning 3, vilket innebär att vattnet flödar genom totalt 3 vattendrag innan det når havet efter 222 kilometer. Avrinningsområdet består mestadels av skog (71 procent). Avrinningsområdet har 5,27 kvadratkilometer vattenytor vilket ger det en sjöprocent på 11,5 procent.